# Museo de la Cultura de Corea

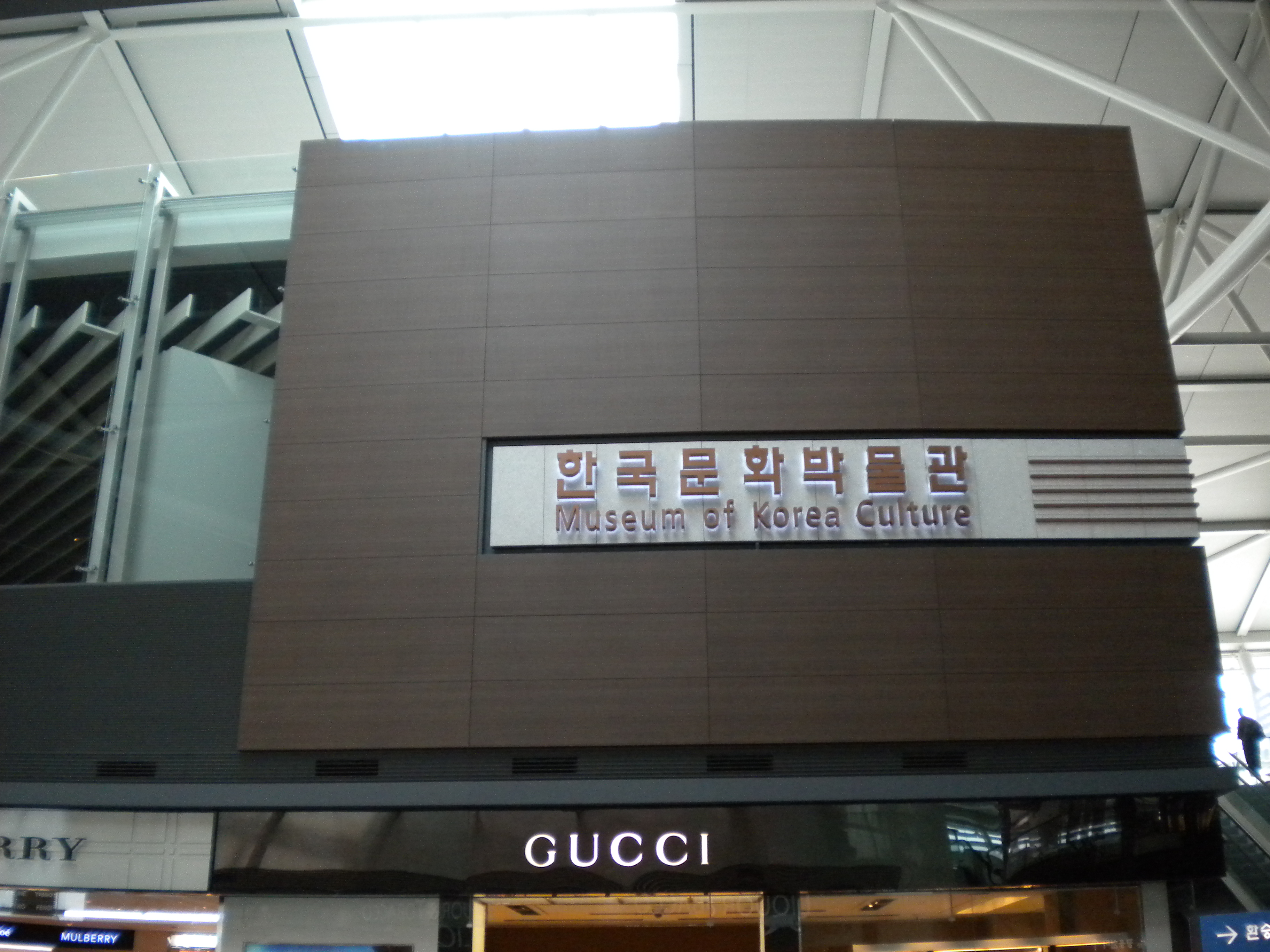
Museo de la Cultura de Corea
Hangul - 한국문화박물관

Museo de la Cultura de Corea se encuentra en el Aeropuerto Internacional de Incheon, Incheon, Corea del Sur. Alberga artefactos y obras de arte de importancia cultural para Corea. El museo también muestra una campana de Corea y la pagoda.

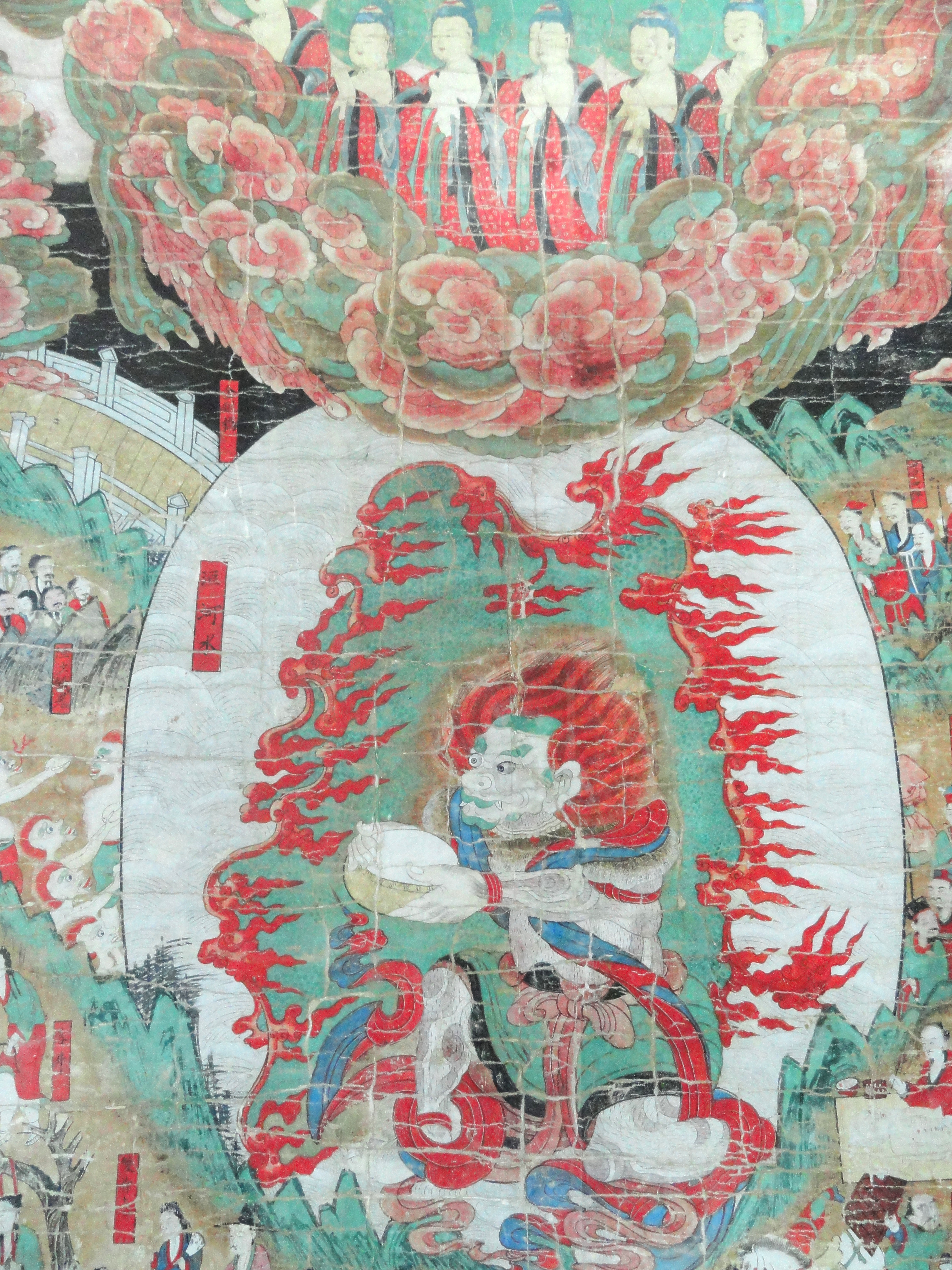
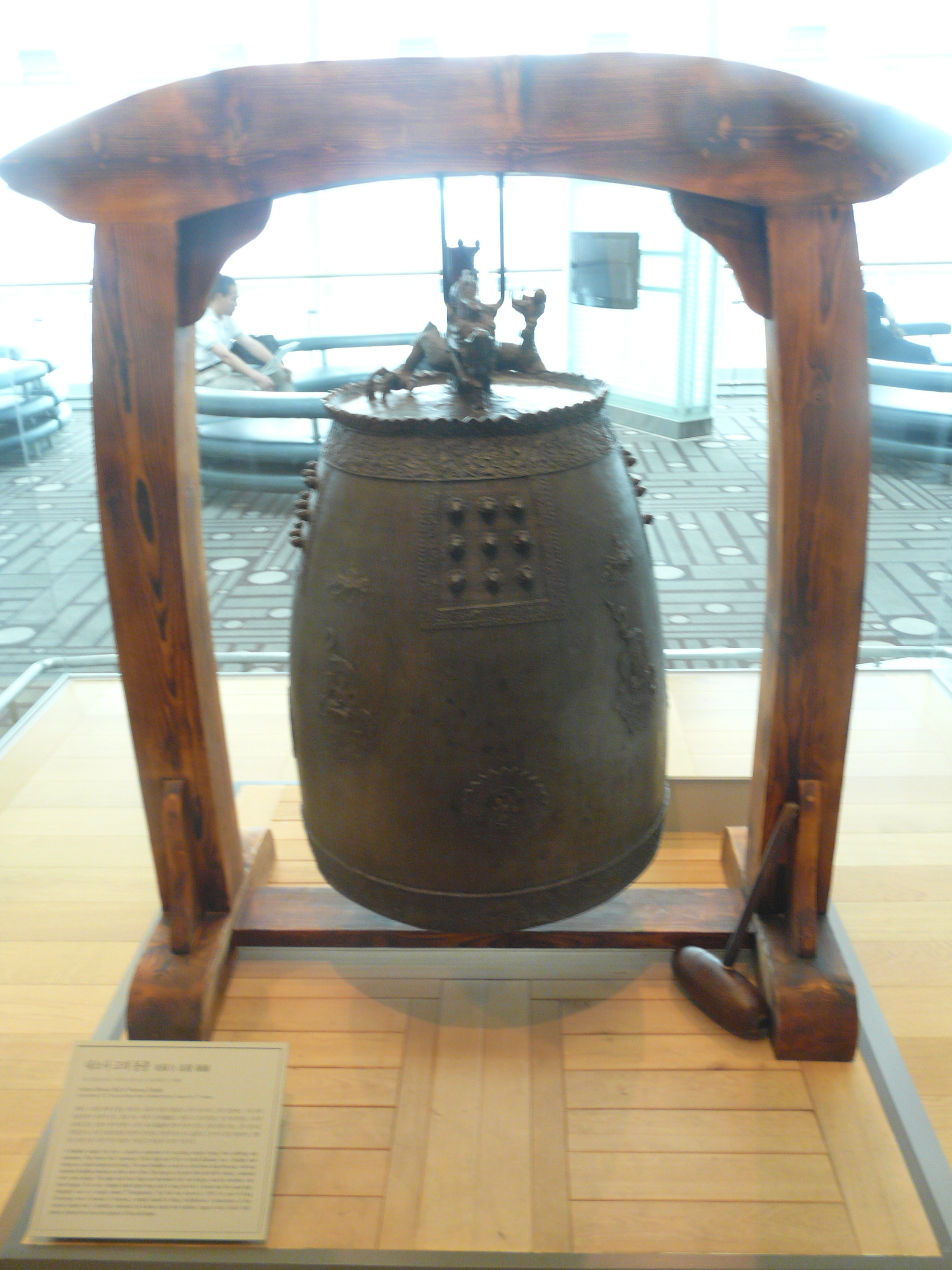
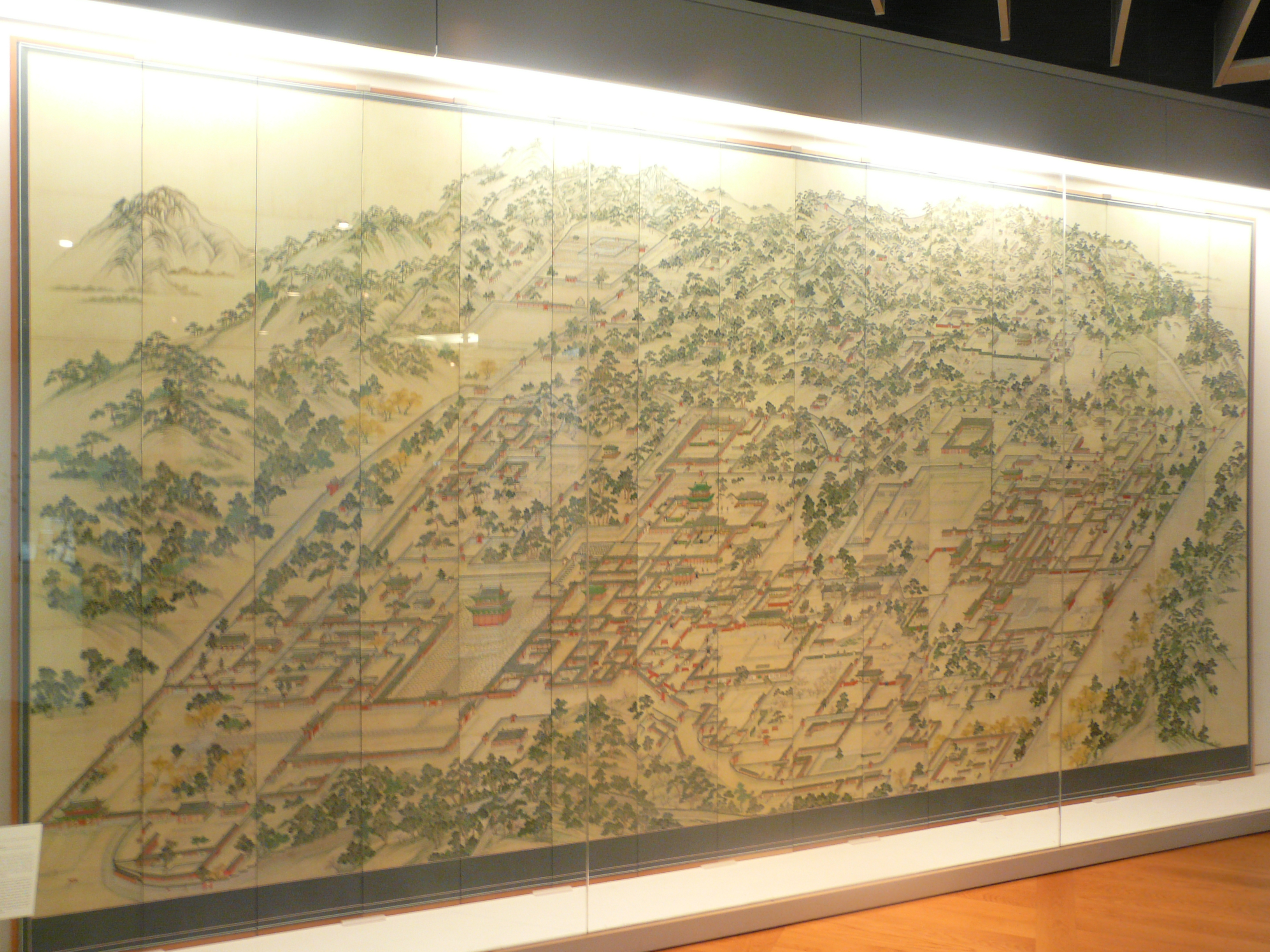

- Wikimedia Commons alberga una categoría multimedia sobre Museo de la Cultura de Corea.

## Exposiciones
- Imprimir Cultura
- El Royal Cultura
- Arte Tradicional
- Música Tradicional